# Амагер
А́магер (дат. Amager, Ама) — датский остров в проливе Эресунн со стороны Балтийского моря. На острове Амагер расположена часть Копенгагена.

## География
Амагер соединён с островом Зеландия несколькими мостами. Мост через Эресунн соединяет его со Швецией. Постройка моста и автомагистрали сильно повлияли на внешний вид острова. Две линии метрополитена соединяют остров с центральной частью Копенгагена.
В восточной части острова на берегу Эресунна находится международный аэропорт Копенгагена Каструп. Также вдоль восточного берега острова расположен пляж.
Западная часть острова — Кальвебод-Феллед (дат. Kalvebod Fælled) прежде была покрыта водой. Сначала там располагалась военная зона, а сейчас она входит в район нового строительства Эрестад. Там находятся крупнейшие в Скандинавии выставочный центр Белла-Сентер (Bella Center) и торговый комплекс Филдс (Field’s).
На острове Амагер расположены коммуны Драгёр и Торнбю.

## История
В конце XIX века Амагер был маленьким островом, имеющим 15 км в длину и 8 км в ширину (75 км²). Население в 1880 году составляло ок. 15 800 жителей, большинство из которых вело своё происхождение от 80 голландских семейств, вызванных сюда Христианом II в начале XVI века из северной Голландии, чтобы они выращивали овощи для обеспечения Копенгагена. Потомки этих переселенцев сохраняли свой старинный костюм и нравы и занимались садоводством и огородничеством.
В начале XX века остров делился на 2 прихода — Торнбю и Сторе-Маглебю. В первом находилось множество фабрик и промышленных заведений, в последнем — деревня Драгёр, похожая на городок, владевшая (1878) 70 собственными кораблями в 10 720 тонн; её жители считались самыми опытными моряками и матросами. Кроме того, на острове находилась казённая роща Конгелунден с фазаньим двором. В административном отношении Амагер принадлежал к Копенгагенскому округу.
Во время Второй мировой войны из-за большой безработицы в Копенгагене власти начали проект по осушению моря в западной части острова. Была построена дамба и площадь острова увеличилась примерно в полтора раза.

## Население
На 1 января 2009 года население острова насчитывало 169 157 человек. Жителей острова называют амагерканами (дат. amagerkaner).

## В культуре
- «Вольные стрелки из Амагера», балет-водевиль Августа Бурнонвиля (1871).